# Jonathan Sadowski
Jonathan Sadowski (* 23. listopadu 1979 Chicago, Illinois) je americký herec. Je známý svou rolí Joshe Kaminskiho v rodinném sitcomu Mladí a hladoví stanice ABC Family. Také hrál Paula Antonia, nejlepšího přítele Violy Hastingové, v komedii Super náhradník či Henryho Godsona v sitcomu $h*! My Dad Says na stanici CBS.
| Year       | Title                             | Role                    | Notes                          |
| ---------- | --------------------------------- | ----------------------- | ------------------------------ |
| 2000       | ET on MTV                         | sám sebe                |                                |
| 2003       | Námořní vyšetřovací služba        | Norski                  | díl: „Širé moře“               |
| 2004       | The Division                      | Bruce Kelso             | díl: „The Box“                 |
| 2004       | LAX                               | Oleg Karponov           | díl: „Unscheduled Arrivals“    |
| 2004       | American Dreams                   | Jefferson               | 5 dílů                         |
| 2005       | Pool Guys                         | Sam                     | TV film                        |
| 2006       | Super náhradník                   | Paul                    |                                |
| 2006       | The Loop                          | Roland                  | díl: „Pilot“                   |
| 2006       | My Ex Life                        | Gus                     |                                |
| 2007       | Vincentův svět                    | Brett Ratnerův asistent | díl: „Princova nevěsta“        |
| 2007       | Smrtonosná past 4.0               | Trey                    |                                |
| 2007       | Dr. House                         | Dr. Mason               | 2 díly                         |
| 2007       | Chuck                             | Laszlo Mahnovski        | díl: „Chuck a pouštní červ“    |
| 2007       | The Wedding Bells                 | Adam                    | díl: „The Fantasy“             |
| 2008       | Courtroom K                       | Daniel June             | TV film                        |
| 2018       | Squeegees                         | Olufssen Machachi       | TV film                        |
| 2008       | Terminátor: Příběh Sáry Connorové | Sayles                  | 3 díly                         |
| 2009       | Pátek třináctého                  | Wade                    |                                |
| 2009       | Jarní prázdniny                   | Doug                    |                                |
| 2009       | Kšeftaři                          | Blake                   |                                |
| 2010–2011  | S#*! My Dad Says                  | Henry Goodson           | hlavní role                    |
| 2012       | Černobylské deníky                | Paul                    |                                |
| 2014–2018  | Mladí a hladoví                   | Josh Kaminski           | hlavní role, 71 dílů           |
| 2014       | All Relative                      | Harry                   |                                |
| 2015       | Kittens in a Cage                 | Armand                  | díl: „Punch and Lemon Squares“ |
| 2015       | Sirens                            | Joshua                  |                                |
| 2017       | Chopped: Star Power               | sám sebe                | 2 díly                         |
| 2017       | Axis                              | Hemingway (hlas)        |                                |
| 2018–dosud | Smrtonosná zbraň                  | Andrew                  |                                |